# Đội tuyển bóng đá bãi biển quốc gia Myanmar
Đội tuyển bóng đá bãi biển quốc gia Myanmar đại diện Myanmar tham dự các giải thi đấu bóng đá bãi biển quốc tế và được điều hành bởi Liên đoàn bóng đá Myanmar, cơ quan quản lý bóng đá ở Myanmar.

## Giải vô địch bóng đá bãi biển thế giới
Đội tuyển không thể vượt qua vòng loại của Giải vô địch bóng đá bãi biển thế giới từ Giải vô địch bóng đá bãi biển thế giới 1995 ở Brasil đến hiện tại bao gồm cả Giải vô địch bóng đá bãi biển thế giới 2015 ở Bồ Đào Nha. Vòng loại Giải vô địch bóng đá bãi biển thế giới 2017 diễn ra vào năm 2016 và 2017.

## Đội hình hiện tại
Ghi chú: Quốc kỳ chỉ đội tuyển quốc gia được xác định rõ trong điều lệ tư cách FIFA. Các cầu thủ có thể giữ hơn một quốc tịch ngoài FIFA.
| Số | VT | Quốc gia | Cầu thủ      |
| -- | -- | -------- | ------------ |
| 1  | TM |          | Ya Wai Zin   |
| 2  |    |          | Si Thu Aung  |
| 3  |    |          | Zaw Ye Maung |
| 4  |    |          | Zaw Zaw Tun  |
| 5  |    |          | Htein Lin    |
| 6  |    |          | Wai Phyo     |

| Số | VT | Quốc gia | Cầu thủ        |
| -- | -- | -------- | -------------- |
| 7  |    |          | Pyae Phyo Aung |
| 8  |    |          | Chan Oo        |
| 9  |    |          | Aung Than Win  |
| 10 |    |          | Aung Soe Moe   |
| 11 |    |          | Tun Lin Oo     |
| 12 |    |          | Htin Kyaw Aung |

## Thành tích

### Giải vô địch bóng đá bãi biển Đông Nam Á
| Năm                             | Vòng        | Vt  | St | T | T h.p./pso | B | BT | BB | HS |
| ------------------------------- | ----------- | --- | -- | - | ---------- | - | -- | -- | -- |
| Kuantan, Pahang, Malaysia. 2014 | Vòng bảng   | 6   | 3  | 1 | 0          | 2 | 14 | 14 | 0  |
| 2018                            |             |     |    |   |            |   |    |    |    |
| Tổng cộng                       | 0 danh hiệu | 2/2 | 6  | 1 | 0          | 5 | 22 | 31 | -8 |